# Campoplex kamathi
Campoplex kamathi är en stekelart som beskrevs av Gupta och Maheshwary 1977. Campoplex kamathi ingår i släktet Campoplex och familjen brokparasitsteklar. Inga underarter finns listade.